# فيل إيري
فيل إيري (بالإنجليزية: Phil Airey)‏ هو لاعب كرة قدم بريطاني، ولد في 14 نوفمبر 1991 في أمبل ‏ في المملكة المتحدة. لعب مع نادي هيبرنيان ونيوكاسل يونايتد.

## وصلات خارجية
- فيل إيري على موقع قاعدة بيانات كرة القدم.إي يو (الإنجليزية)
- فيل إيري على موقع Soccerbase.com (لاعب) (الإنجليزية)